# Mysidioides borneoensis
Mysidioides borneoensis är en insektsart som först beskrevs av Frederick Arthur Godfrey Muir 1913.  Mysidioides borneoensis ingår i släktet Mysidioides och familjen Derbidae. Inga underarter finns listade i Catalogue of Life.